# Durenque
Durenque är en kommun i departementet Aveyron i regionen Occitanien i södra Frankrike. Kommunen ligger  i kantonen Réquista som ligger i arrondissementet Rodez. År 2022 hade Durenque 524 invånare.

## Befolkningsutveckling
Antalet invånare i kommunen Durenque
Referens: INSEE